# Master of the Rings
| 전문가 평가                      | 전문가 평가 |
| 평가 점수                        | 평가 점수   |
| 출처                             | 점수        |
| -------------------------------- | ----------- |
| AllMusic                         | [ 1 ]       |
| Collector's Guide to Heavy Metal | 8/10        |

《Master of the Rings》는 1994년에 발매된 독일의 파워 메탈 밴드 헬로윈의 여섯 번째 정규 음반이다. 새 멤버 앤디 데리스와 울리 쿠시가 비록 임시 멤버일 뿐이지만 음반 발매 한 달 만인 1994년 9월 1일까지 정식 멤버가 되지 않았기 때문에 이 밴드의 새로운 멤버로 참여한 것은 이번이 처음이다.
이번 음반에는 〈Where The Rain Grows〉, 〈Mr. Ego (Take Me Down)〉, 〈Perfect Gentleman〉, 〈Sole Survivor〉 등 4개의 싱글이 수록돼 있으며, 첫 3개의 해당 동영상과 함께 수록돼 있다. 〈Mr. Ego〉는 이 밴드의 전 리드 싱어 미하엘 키스케에게 헌정되었고 유럽에서 EP로 발매되었다.

## 내용 및 녹음
헬로윈과 보컬리스트 미하엘 키스케는 1993년 《Chameleon》의 투어 도중 도로의 끝에 도달했다. 미하엘 키스케의 후임은 앤디 데리스로, 이전에 핑크 크림 69로 교체되었다.
일본에서 술과 마약과 관련된 사건이 발생한 후, 드러머이자 밴드 잉고 슈비히텐버그의 공동 설립자는 처음에는 세션 드러머인 리치 압델나비로 교체되었고, 그 후 더 영구적인 기반에서 전 감마 레이 드러머인 울리 쿠시에 의해 교체되었다.
논란이 많은 두 스튜디오 프로젝트와 라이브 음반 이후, 헬로윈은 EMI 레코드와 결별하고, 좀 더 작은 크기의 로우 파워(캐슬 커뮤니케이션의 각인)와 제휴했다. 그럼에도 불구하고, 데리스와 쿠시의 효과는 그들의 집단적 운명에 다시 활력을 불어넣는 것이었다. 일본에서는 《Master 시of The Rings》이 12만 장 이상 팔렸다.

## 곡 목록
| #   | 제목                                   | 작사·작곡             | 재생 시간 |
| --- | -------------------------------------- | --------------------- | --------- |
| 1.  | 〈Irritation (Weik Editude 112 in C)〉 | 미하엘 바이카스       | 1:14      |
| 2.  | 〈Sole Survivor〉                      | 앤디 데리스, 바이카스 | 4:33      |
| 3.  | 〈Where the Rain Grows〉               | 데리스, 바이카스      | 4:47      |
| 4.  | 〈Why?〉                               | 데리스                | 4:11      |
| 5.  | 〈Mr. Ego (Take Me Down)〉             | 롤랜드 그래포우       | 7:02      |
| 6.  | 〈Perfect Gentleman〉                  | 데리스, 바이카스      | 3:53      |
| 7.  | 〈The Game Is On〉                     | 바이카스              | 4:40      |
| 8.  | 〈Secret Alibi〉                       | 바이카스              | 5:49      |
| 9.  | 〈Take Me Home〉                       | 그래포우              | 4:25      |
| 10. | 〈In the Middle of a Heartbeat〉       | 데리스, 바이카스      | 4:30      |
| 11. | 〈Still We Go〉                        | 그래포우              | 5:09      |